# Luca Montuori
Luca Montuori, född den 18 februari 1859 i Avellino, död den 8 mars 1952 i Genua, var en italiensk militär. 
Montuori blev officer vid artilleriet 1880, generalmajor 1912, generallöjtnant 1914 samt general 1923. Han var under första världskriget fördelnings- och armékårschef, övertog under slaget vid Caporetto 26 oktober 1917 befälet över 2:a armén och efter dess upplösning befälet över 6:e armén, som han 1918 förde på Tyrolerfronten. 